# Ë (слово латинице)
Ë ë (Ë ë; искошено: Ë ë) је слово латинице. Зове се Е са дијарезом. Користи се у албанском, руском, кашупском, емилијанско-ромањолском, ладинском и ленапском језику.
Као варијанта слова е, појављује се и на аченском, африканерском, бретонском, холандском, енглеском, филипинском, француском, луксембуршком и пијемонтском језику, као и у абруцеском дијалекту напуљског језика и асколанском дијалекту. Слово се такође користи у Сенеки, тајванском Хокиену, Туројо и ујгурском језику, у латиничној верзији.

## Изговарање
У зависности од језика у којем се појављује, слово Ë се изговара овако:
• аћешки (Индонезија), кашупски, албански, мајански: [ə]
• јерменски: [ët’]
• (емилијан) ромагнолски: [ɛ]
• ?: [iː]
• ?: [iə]
• ?: [ɔʏ]
• француски: [eu]
• луксембуршки: [ë]
• руски: [jo]
• сенекански: [ẽ]
• ујгурски: [e]
• ладински: [ɜ] 

## Рачунарски кодови
| Знак                                   | Ë                                     | Ë                                     | ë                                   | ë                                   |
| -------------------------------------- | ------------------------------------- | ------------------------------------- | ----------------------------------- | ----------------------------------- |
| Назив у Уникоду                        | LATIN CAPITAL LETTER E WITH DIAERESIS | LATIN CAPITAL LETTER E WITH DIAERESIS | LATIN SMALL LETTER E WITH DIAERESIS | LATIN SMALL LETTER E WITH DIAERESIS |
| Врста кодирања                         | децимална                             | хексадецимална                        | децимална                           | хексадецимална                      |
| Уникод                                 | 203                                   | U+00CB                                | 235                                 | U+00EB                              |
| UTF-8                                  | 195 139                               | C3 8B                                 | 195 171                             | C3 AB                               |
| Нумеричка референца знака              | &#203;                                | &#xCB;                                | &#235;                              | &#xEB;                              |
| Нумеричка референца знака              | &Euml;                                | &Euml;                                | &euml;                              | &euml;                              |
| ISO 8859-1, 2, 3, 4, 9, 10, 14, 15, 16 | 203                                   | CB                                    | 235                                 | EB                                  |

## Слична слова
E e : Латиничко слово E
Ə ə : Латиничко слово Обрнуто Е/Шва.